# Enrique Ayulo Pardo
Enrique Ayulo Pardo (Lima, 1894-1976), banquero y empresario peruano.

## Biografía
Nacido en Lima en 1894, fue hijo de Ernesto F. Ayulo Mendívil y María Pardo y Barreda. Su padre fue un conocido hombre de negocios jefe de una importante casa comercial, mientras que su madre era miembro de una distinguida familia política del país. Fue hermano de los también banqueros Ernesto y Felipe Ayulo Pardo.
Se trasladó a Inglaterra a causa de la guerra, por lo que realizó sus estudios en la Universidad de Oxford.
En 1926, se casó con su prima Cecilia Pardo Althaus, con quien tuvo tres hijas.
Durante muchos años dirigió la casa E. Ayulo & Co. y fue también director del Banco del Perú y Londres.
En 1939, ingresó como vicepresidente al Banco Italiano de Lima, en ese entonces perteneciente en su mayoría a la Banca Comerciale Italiana. Al estallar la Segunda Guerra Mundial, ante la decisión del gobierno peruano de embargar las propiedades de aquellos que tuvieran nacionalidad de los países del eje, Ayulo recibió en custodia las acciones italianas, las mismas que devolvió a voluntad a sus dueños al terminar el conflicto. En 1942, fue designado presidente de directorio del renombrado Banco de Crédito del Perú, puesto en el que se mantuvo hasta 1970 cuando un nuevo riesgo de estatización llevó al nombramiento de un banquero vinculado a los militares. Desde entonces hasta su muerte fue presidente honorario del banco. Durante todo ese período perteneció a los directorios de las empresas subsidiarias y accionistas del banco, entre ellas la Lima Light & Company y la Compañía de Seguros Rímac.
Considerado representante destacado del turf de su país, fue por muchos años presidente del Jockey Club del Perú y de varios clubs hípicos de Lima. Además, formó y presidió el patronato que dio origen a la Universidad Cayetano Heredia, de la que fue doctor honoris causa.